# Hulda Garborg
Karen Hulda Garborg, född Bergersen den 22 februari 1862, död den 5 november 1934, var en norsk dramatiker, gift med Arne Garborg.
Hulda Garborg översatte Gerhart Hauptmanns Hanneles himmelsfärd och skrev skådespelen Mødre, Rationelt fjøsstel (1897; 4:e upplagan 1904), Liti Kersti (1903), April (1905) och Sovande sorg (1906) samt interiörerna från Ludvig XIV:s hov, Kongens kone (samma år). Stor uppmärksamhet väckte de anonyma Kvinden skabt af manden (8 upplagor 1904; "Kvinnan skapad af mannen", samma år) och Fru Evas dagbog (1905). 
Hon författade ytterligare ett rätt stort antal romaner och skådespel (bland annat Den store freden, 1919) samt bidrog verksamt att återuppliva den gamla sångdansen och tog initiativ till teaterföreställningar på landsbygden och att utbreda smak för en nationell klädedräkt.
Hennes hem Kolbotn i Tynset kommun, och Labråten i Asker, har blivit museum. År 2012 öppnar Garborgsenteret i Bryne.